# Metr sześcienny na sekundę
Metr sześcienny na sekundę (m3/s) – jednostka pochodna układu SI miary strumienia objętości.
Ogólne wyliczenie tej jednostki:
{\displaystyle 1\left[{\frac {m^{3}}{s}}\right]=\left[{\frac {1m^{3}}{1s}}\right]=1m^{3}\times 1s^{-1}}